# Огороднейчук Іван Пилипович
Огороднійчук Іван Пилипович (нар. 9 квітня 1924, с. Мала Клітинка, Вінницька область, УСРР — пом. 2003, м.Харків, Україна) — український науковець, фахівець у галузі електротехніки та біомедичних пристроїв, доктор  технічних  наук, професор кафедри біоелектронних медичних пристроїв і систем Харківського національного університету радіоелектроніки, завідувач кафедри технічної електроніки Харківського національного університету радіоелектроніки у період з 1966 по 1992.

## Біографія
Іван Огороднійчук народився 9 квітня 1924 у селі Мала Клітинка, Вінницької області, УСРР.
Він учасник Другої світової війни, орденоносець.
У період з 1962 по 1966 роки він працює доцентом кафедри автоматизації виробничих процесів в гірській промисловості, обчислювальної техніки і промислової електроніки, автоматики і телемеханіки.
У 1966 році була створена кафедра технічної електроніки, яку і очолив Іван Огороднійчук як вихованець школи професора Є. Я. Іванченка. На цій посаді він працював 1992 року.
З 1992 і до 2003 року він працював на кафедрі біоелектронних медичних пристроїв і систем Харківського національного університету радіоелектроніки.
Помер у 2003 році.

## Наукова діяльність
Підготував 5 докторів і 38 кандидатів наук.

## Творчий доробок
Іван Огороднійчук є автором понад 200 наукових публікацій та понад 20 авторських свідоцтв на винаходи:
- Огороднейчук І. П., Остроухов В. Д. Розрахунок каналів телемеханіки по розподільних електричних мережах. — К.: Техніка, 1972. — 136с.
- Огороднейчук И. Ф., Журавлев И. Я., Яцышин В. И. Низкочастотная беспроводная связь в шахтах. — М.: Недра, 1975. — 232 с.[10]
- Бых А. И., Огороднейчук И. Ф., Худянский Ю. К. Оптохемотроника. — К.: Техніка, 1978. — 144 с.
- Огороднейчук И. Ф., Куник Е. П., Чурилов А. И. Математические модели РЭА и ЭВА. — Х.: ХПИ, 1984. — 95 с.[11]
- Огороднейчук И. Ф., Куник Е. П., Семенец В. В. Автоматизация оптимального конструирования электронных узлов с учетом тепловых режимов. — Харьков: ХПИ, 1987. — 94 с.[12]

## Нагороди
- орден Вітчизняної війни 1 ступеня[3]
- диплом «Винахідник СРСР»[2]